# Anton Francesco Bertini
Anton Francesco Bertini (Castelfiorentino, 1658 – Firenze, 1726) è stato un medico italiano.

## Biografia
Nato a Castelfiorentino nel 1658, fu pubblico professore di medicina pratica nell'Ospedale di Santa Maria Nuova a Firenze. Grazie alla fama conquistata in ambito medico, nel 1722 venne chiamato a Torino per un consulto sulla malattia della duchessa di Savoia; ma il Bertini fu senza dubbio ancora più celebre per le varie controversie letterarie che lo videro coinvolto. Infatti, se da una parte godé l'amicizia e la familiarità del Redi, del Cinelli, di Anton Maria Salvini e Salvino Salvini (poeta) e di altri compastori arcadi (il suo nome arcadico era Archemio Anteate), ebbe anche molti “avversari”. Il primo fu il medico granducale Giovanni Andrea Moniglia, di cui Bertini si attirò le ire per non averlo nominato, insieme ad altri tre medici di corte, nella sua opera Medicina difesa dalle calunnie degli uomini volgari e dalle opposizioni dei dotti, divisa in due dialoghi, pubblicata nel 1699. Dopo un lodo cavalleresco favorevole al Bertini, la controversia portò alla pubblicazione, da parte del Moniglia, di una Censura, cui seguì la Risposta dell'altro. Nel 1707 una seconda controversia contrappose il Bertini al medico pratese Girolamo Manfredi, nella quale intervenne anche, per la parte letteraria, tal Giovan Paolo Lucardesi, contro il quale il Bertini scagliò la sua opera Giampagolaggine pubblicata nel 1708 con lo pseudonimo Anton Giuseppe Branchi. La terza e ultima contesa ebbe come protagonista un altro medico, Giovanni Paolo Ferrari. Il Bertini morì a Firenze nel 1726. Un fondo archivistico intestato al Baldanzi è oggi conservato presso la Biblioteca Roncioniana.